# Фрейдін Олександр Борисович
Олександр Борисович Фрейдін (29 вересня 1926, Одеса — 1984, Одеса) — український радянський живописець, представник суворого стилю кінця 1950-х—1960-х років; член Спілки радянських художників України з 1964 року.

## Біографія
Народився 29 вересня 1926 року в місті Одесі (нині Україна). Протягом 1948—1951 років навчався в Одеському художньому училищі, був учнем Діни Фруміної і Любові Токарєвої-Александрович.
З 1951 року працював художником живописного цеху Одеського художньо-виробничого комбінату Художнього фонду УРСР; згодом кілька років працював у майстерні Олександра Ацманчука. Мешкав в Одесі в будинку на вулиці Червоної Гвардії, № 2, квартира № 18. Помер в Одесі у 1984 році.

## Творчість
Працював в галузі станкового живопису, створював жанрові полотна, пейзажі, портрети. Серед робіт:
- «Дорога» (1960);
- «Шевченко у фортеці» (1964);
- «Перед парадом» (1967);
- «Червоний стяг» (1964—1965);
- «Шевченко слухає кобзаря» (1965);
- «Тарас Шевченко над Дніпром» (1966);
- «Ленін» (1968—1970);
- «Берег в Аркадії» (1970-ті);
- «Художник у порту» (1970-ті);
- «Пісня» (1970-ті);
- «Біля дому» (1972, Музей сучасного мистецтва Одеси)[2];
- «Похорон у Мадриді» (1974)[2];
- «Жіночий портрет» (1975, Музей сучасного мистецтва Одеси)[2];
- «Портрет молодої людини» (1976, Музей сучасного мистецтва Одеси)[2];
- «Місто» (1977)[2];
- «Чоловік із сигаретою» (1978, Музей сучасного мистецтва Одеси)[2].

Брав участь у республіканських виставках з 1960 року. В Одеському художньому музеї у 1986, 1996, 2001 роках пройшли посмертні виставки художника.
Крім згаданого музею, роботи художника зберігаються в Одеському художньому музеї, приватних колекціях в Україні та за кордоном.

## У мистецтві
- У 1962 році живописний портрет художника написав художник Олександр Ацманчук[2];
- У 1978 році гіпсовий портрет художника виконав скульптор Мирон Кіпніс[3].